# Râul Măleia
Râul Măleia este un curs de apă, afluent al râului Jiul de Est. 